# A hálószobában
Az A hálószobában (eredeti címén: In the Bedroom) 2001-ben bemutatott amerikai filmdráma, amelyet Todd Field írt és rendezett. A forgatókönyvet Andre Dubus Killings című novellája alapján készítették. A főbb szerepekben Sissy Spacek, Tom Wilkinson és Nick Stahl. 2001. január 19-én mutatták be a Sundance Filmfesztiválon. Az amerikai mozikban 2002. február 8-tól játszották a produkciót. A magyar közönség 2002. május 9-től tekinthette meg a mozivásznon.
A film pénzügyi és kritikai sikert aratott. Több neves díjra, köztük öt Oscar-díjra jelölték a 74. Oscar-gálán, végül Sissy Spacek alakítása nyert el egy Golden Globe-díjat.

## Cselekmény
Az ifjú Frank Fowler építészetet szeretne tanulni. Az első egyetemi éve előtti nyarat szüleivel tölti az Új-Angliában lévő Maine Camden városában. Frank beleszeret egy nála idősebb nőbe, Natalie Strout-ba. A nőnek két kisfia van, és külön él bántalmazó férjétől, Richard Strout-tól. Frank édesanyja, Ruth nem nézi jó szemmel a kapcsolatot, de a fiú úgy gondolja, meg tudja hozni a döntéseit egyedül is. 
Amikor Frank megpróbálja megvédeni Natalie-t és a gyerekeket a férjtől, a helyzet elmérgesedik, és Richard fegyvere elsül. Frank életét veszti, Richardot pedig letartóztatják. Mivel Natalie saját szemével nem látta, csak hallotta a lövést, ezért Richardot nem tudják megvádolni a gyilkossággal, és óvadék ellenében elengedik. Frank szüleit sokként éri a bírói ítélet, Natalie-val együtt biztosak Richard bűnösségében. Ruth depresszióba esik, míg Frank apja, Matt igyekszik visszatérni a régi kerékvágásba. Ez súlyos éket ver kettejük közé, ami feszültséget és viszályt szül. Matt nem lát más megoldást, minthogy saját szakállára cselekedjék. 
Egy este elrabolja Richardot, fegyvert fog rá, és közli vele, hogy azonnal el kell hagynia a várost. Hogy biztos legyen a távozásában, Matt maga viszi el Richardot, és egy félreeső úton kiteszi, ahol már várja őket Matt egyik barátja, hogy Richardot tovább vigye. Richard megnyugszik, hogy Matt valóban csak elküldi és nem akar bosszút állni, de Matt váratlanul hidegvérrel lelövi Richardot, és barátja segítségével eltemeti a holttestet. Mikor Matt másnap hazatér, Ruth csak annyit kérdez, megtette-e.

## Szereplők
| Szerep          | Színész           | Magyar hangja     |
| --------------- | ----------------- | ----------------- |
| Matt Fowler     | Tom Wilkinson     | Ujréti László     |
| Ruth Fowler     | Sissy Spacek      | Kiss Mari         |
| Natalie Strout  | Marisa Tomei      | Báthory Orsolya   |
| Willis Grinnel  | William Wise      | Dengyel Iván      |
| Frank Fowler    | Nick Stahl        | Inotay Ákos       |
| Richard Strout  | William Mapother  | Galambos Péter    |
| Katie Grinnel   | Celia Weston      | Szabó Éva         |
| McCasslin atya  | Jonathan Walsh    | Perlaki István    |
| kerületi ügyész | Terry A. Burgess  | Pálfai Péter      |
| Carl            | W. Clapham Murray | Csurka László     |
| Tim Bryson      | Justin Ashforth   | Karácsonyi Zoltán |
| Marla Keyes     | Karen Allen       | Németh Kriszta    |

## Fogadtatás

### Kritikai visszhang
A film kiváló értékeléseket kapott. A Rotten Tomatoes oldalán 141 értékelés alapján 93%-os minősítést kapott. Az összefoglaló szerint: „A hálószobában remekül kidolgozott és előadott, csendesen megrázó ábrázolása a gyásznak.” Desson Thomson a Washington Posttól azt írta: „A történet és a rendezés elég erőteljes. De a színészi játék az, ami magasabbra emeli A hálószobábant.” Jay Carr a Boston Globe-tól azt írta: „A biztos kézzel megmunkált, gyönyörűen játszott, szinte elviselhetetlenül feszült A hálószobában ritka film, amit nem szabad kihagyni.” Roger Ebert úgy gondolta: „Vannak olyan jelenetek, amelyek annyira igazak, amennyire csak a filmek képesek.”
A film a Metacritic oldalán harmincegy vélemény alapján a lehetséges százból 86 pontot ért el. Joe Morgenstern a Wall Street Journaltől azt írta: „Olyan film, amilyet már nem csinálnak - egy komolyan szép, megfontolt tempójú dráma, amely egy ideig nyári románc tempójában kanyarog, majd fenomenális erővel robban.” Lisa Schwarzbaum az Entertainment Weeklytől azt írta: „A gyermekük halálát gyászoló szülők feloldhatatlan gyötrelmét ritkán ábrázolták erőteljesebben, mint a gyász, a düh és a megtorlás összegyűjtött vignettáiban, amelyek A hálószobában című lebilincselő családi drámát alkotják.” Kenneth Turan a Los Angeles Timestól azt írta: „A film, amelynek alakításaitól libabőrös lesz az ember, ismeri a szerelem, a gyász és a megszállottság privát földrajzát.”

### Bevétel adatai
A Box Office Mojo szerint a film nyereséges volt. Az 1,7 millió dolláros költségvetésre 43 millió dolláros bevételt szerzett.

## Fontosabb díjak és jelölések
| Esemény                     | Díj                     | Kategória                                 | Eredmény |
| --------------------------- | ----------------------- | ----------------------------------------- | -------- |
| 55. BAFTA-gála              | BAFTA-díj               | Legjobb férfi főszereplő – Tom Wilkinson  | Jelölve  |
| 55. BAFTA-gála              | BAFTA-díj               | Legjobb női főszereplő – Sissy Spacek     | Jelölve  |
| 59. Golden Globe-gála       | Golden Globe-díj        | Legjobb filmdráma                         | Jelölve  |
| 59. Golden Globe-gála       | Golden Globe-díj        | Legjobb női főszereplő – Sissy Spacek     | Elnyerte |
| 59. Golden Globe-gála       | Golden Globe-díj        | Legjobb női mellékszereplő – Marisa Tomei | Jelölve  |
| 74. Oscar-gála              | Oscar-díj               | Legjobb film                              | Jelölve  |
| 74. Oscar-gála              | Oscar-díj               | Legjobb férfi főszereplő – Tom Wilkinson  | Jelölve  |
| 74. Oscar-gála              | Oscar-díj               | Legjobb női főszereplő – Sissy Spacek     | Jelölve  |
| 74. Oscar-gála              | Oscar-díj               | Legjobb női mellékszereplő – Marisa Tomei | Jelölve  |
| 74. Oscar-gála              | Oscar-díj               | Legjobb adaptált forgatókönyv             | Jelölve  |
| 8. Screen Actors Guild-gála | Screen Actors Guild-díj | Legjobb férfi főszereplő – Tom Wilkinson  | Jelölve  |
| 8. Screen Actors Guild-gála | Screen Actors Guild-díj | Legjobb női főszereplő                    | Jelölve  |
| 8. Screen Actors Guild-gála | Screen Actors Guild-díj | Legjobb szereplőgárda                     | Jelölve  |